# جانباز (فیلم)
جانباز (به هندی: Janbaaz)، فیلمی محصول سال ۱۹۸۶ و به کارگردانی فیروز خان است. در این فیلم بازیگرانی همچون آنیل کاپور، دیمپل کاپادیا، فیروز خان، سری دوی، شاکتی کاپور، راضا مراد، آمریش پوری، پانت ایثار، دالیپ تاهیل ایفای نقش کرده‌اند.